# Anjou (Weinbaugebiet)
Das Weinbaugebiet Anjou ist ein Teil der großen Weinbauregion Loire. In dem Gebiet, das geographisch der alten Provinz Anjou entspricht, werden trockene Weißweine, Schaumweine, trockene Rotweine sowie halbtrockene und süße Roséweine angeboten.

## Geographie
Das Rebland verteilt sich fast über das gesamte Département Maine-et-Loire sowie auf 14 Gemeinden im Département Deux-Sèvres sowie 9 Gemeinden im Département Vienne.

### Zugelassene Gemeinden im Département Maine-et-Loire
Bemerkung: Die kursiv geschriebenen Gemeinden sind in der Appellation Anjou-Villages zugelassen.
Allonnes, Les Alleuds, Ambillou-Château, Angers, Antoigné, Artannes-sur-Thouet, Aubigné-sur-Layon, Beaulieu-sur-Layon, Bellevigne-en-Layon, Blaison-Saint-Sulpice, Bouchemaine, Brain-sur-Allonnes, Brézé, Brigné, Brissac-Quincé, Brossay, Cernusson, Les Cerqueux-sous-Passavant, Chacé, Chalonnes-sur-Loire, Champ-sur-Layon, Champtocé-sur-Loire,  Charcé-Saint-Ellier-sur-Aubance, Chaudefonds-sur-Layon, Chavagnes, Chemellier, Chemillé-en-Anjou, Cizay-la-Madeleine, Cléré-sur-Layon, Concourson-sur-Layon, Corzé, Le Coudray-Macouard, Courchamps, Coutures, Denée, Dénezé-sous-Doué, Distré, Doué-la-Fontaine, Epieds, Faveraye-Mâchelles, Faye-d’Anjou, Fontaine-Milon, Fontevraud-l’Abbaye, Forges, La Fosse-de-Tigné, Gennes-Val-de-Loire, Huillé, Ingrandes, Jarzé-Villages, Juigné-sur-Loire, La Jumellière, Louerre, Louresse-Rochemenier, Luigné, Lys-Haut-Layon, Martigné-Briand, Mauges-sur-Loire, Meigné, Montfort, Montilliers, Montreuil-Bellay, Montsoreau, Mozé-sur-Louet, Mûrs-Erigné, Notre-Dame-d’Allençon, Noyant-la-Plaine, Orée d’Anjou, Parnay, Passavant-sur-Layon, La Possonnière, Le Puy-Notre-Dame, Rablay-sur-Layon, Rochefort-sur-Loire, Rou-Marson, Saint-Aubin-de-Luigné, Saint-Barthélemy-d’Anjou, Saint-Cyr-en-Bourg, Sainte-Gemmes-sur-Loire, Saint-Georges-sur-Loire, Saint-Georges-sur-Layon, Saint-Germain-des-Prés, Saint-Jean-des-Mauvrets, Saint-Just-sur-Dive, Saint-Lambert-du-Lattay,  Saint-Macaire-du-Bois, Saint-Melaine-sur-Aubance, Saint-Rémy-la-Varenne, Saint-Saturnin-sur-Loire, Saint-Sigismond,  Saulgé-l’Hôpital, Saumur, Savennières, Soucelles, Soulaines-sur-Aubance, Souzay-Champigny, Tancoigné, Tigné, Trémont, Turquant, Les Ulmes, Varennes-sur-Loire, Varrains, Vauchrétien, Vaudelnay, Les Verchers-sur-Layon, Verrie, Verrières-en-Anjou,  und Villevêque.

### Zugelassene Gemeinden im Département Deux-Sèvres
Argenton-l’Église, Bouillé-Loretz, Bouillé-Saint-Paul, Brion-près-Thouet, Cersay, Louzy, Mauzé-Thouarsais, Saint-Cyr-la-Lande, Saint-Martin-de-Mâcon, Saint-Martin-de-Sanzay, Sainte-Radegonde, Sainte-Verge, Thouars und Tourtenay.

### Zugelassene Gemeinden im Département Vienne
Berrie, Curçay-sur-Dive, Glénouze, Pouançay, Ranton, Saix, Saint-Léger-de-Montbrillais, Ternay, Les Trois-Moutiers.

## Appellationen

### Appellationen Anjou / Rosé d’Anjou / Anjou-Gamay
Alle drei Appellation sind in allen oben erwähnten Gemeinden zugelassen.

### Appellation Anjou Villages
46 Gemeinden (die in der Liste der Gemeinden kursiv geschriebenen) verfügen über die gebietsspezifische Appellation, die seit dem 14. November 1991 den Status einer Appellation d’Origine Contrôlée hat. Diese Gemeinden verfügen im Allgemeinen über Schieferböden. Außerdem liegen die Weinberge in idealer Ausrichtung zur Sonne.
Es sind ausschließlich trockene Rotweine der Rebsorten Cabernet Franc und Cabernet Sauvignon zugelassen.

### Appellation Cabernet d’Anjou
Cabernet d’Anjou hat den Status einer Appellation d’Origine Contrôlée seit dem 9. Mai 1954.